# 사쿠라모토 나오코
사쿠라모토 나오코(일본어: 櫻本 尚子, 1990년 9월 24일 ~ )는 일본의 여자 축구 선수이다.

## 구단 경력
나데시코 리그의 우라와 레즈, 제프 유나이티드 지바, 노지마 스텔라 가나가와 사가미하라에서 활동했다.

## 국가대표팀 경력
그녀는 2008년 FIFA U-20 여자 월드컵에 참가할 일본 U-20 국가대표팀에 발탁되었으며. 1경기에 출전했다.